# Archigraptis
Archigraptis là một chi bướm đêm thuộc phân họ Tortricinae của họ Tortricidae.

## Các loài
- Archigraptis haemorrhaga Tuck, 1988
- Archigraptis limacina Razowski, 1964
- Archigraptis limacinoides Kuznetzov, 1992
- Archigraptis rosei Tuck, 1988
- Archigraptis stauroma (Diakonoff, 1968)
- Archigraptis strigifera Tuck, 1988